# Liste der hypothetischen Himmelskörper des Sonnensystems
Dieser Artikel enthält eine Liste der hypothetischen Himmelskörper des Sonnensystems, inklusive widerlegter Hypothesen und nicht mehr existenten hypothetischen Himmelskörpern.
Nicht enthalten sind die Oortsche Wolke selbst (da diese eine hypothetische Ansammlung von astronomischen Objekten und kein eigener Himmelskörper ist) sowie ehemals hypothetische Himmelskörper, deren Existenz bestätigt wurde (wie etwa Neptun). Auch Himmelskörper aus Esoterik und Pseudowissenschaften wie Nibiru sind hier nicht enthalten.
| Bezeichnung                  | Art                          | Ort                                       | seit                              | widerlegt         | Bemerkung |
| ---------------------------- | ---------------------------- | ----------------------------------------- | --------------------------------- | ----------------- | --- |
| Gegenerde                    | Planet                       | Erdumlaufbahn im Lagrange-Punkt L3        | Zweite Hälfte des 5. Jhd. v. Chr. | instabile Bahn    | Zwillingserde, welche die Sonne in derselben Entfernung umkreist, jedoch immer auf der entgegengesetzten Seite |
| Neith                        | Mond                         | Venus                                     | 1672                              | 1892              | Mond der Venus, optische Täuschung / Verwechslung |
| Phaeton                      | Planet                       | zwischen Mars und Jupiter                 | 1766                              | 1801              | Postuliert, um die Lücke in der Titius-Bode-Reihe (vermutete Gesetzmäßigkeit in der Folge der Planetenbahn-Ausmaße) zwischen Mars und Jupiter zu erklären. |
| Zweiter Erdmond („Petit“)    | Mond                         | Erde                                      | 1846                              | 1846              | Von dem Astronomen Frédéric Petit vermuteter zweiter (extrem kleiner) Erdmond |
| Zweiter Erdmond („Lilith“)   | Mond                         | Erde                                      | 1898                              | 1898              | Behaupteter „dunkler“ zweiter Erdmond, der Name „Lilith“ wurde diesem erst 1916 von Astrologen zugewiesen |
| Vulkan                       | Planet                       | (näher der Sonne als Merkur)              | 1859                              | 1915              | Als Erklärung für Abweichungen der Merkurbahn von einer Keplerbahn postuliert. Durch die Allgemeine Relativitätstheorie widerlegt, die diese Abweichungen vollständig erklärt. Die Existenz von Vulkanoiden (Asteroiden innerhalb der Merkurbahn) bleibt jedoch denkbar. |
| Themis                       | Mond                         | Saturn                                    | 1905                              | 1966              | Mond des Saturn, optische Täuschung/Verwechslung |
| Transpluto (Planet X)        | Planet                       | Zehnter Planet                            | 1930                              | 1985              | Als Erklärung für Bahnabweichungsbeobachtungen von Uranus und Neptun postuliert, die nach heutigem Erkenntnisstand auf Messfehlern beruhten. (Planeten außerhalb der Neptunbahn sind zur Erklärung anderer Effekte weiterhin Gegenstand von Hypothesen.) |
| Merkurs Mond (nicht benannt) | Mond                         | Merkur                                    | 1974                              | 1974              | Falsche Interpretation von Mariner-10-Daten. Meldung über Entdeckung ging aber bereits um die Welt. |
| Nemesis                      | Brauner Zwerg od. Zwergstern | –                                         | 1984                              | 2009 (weitgehend) | Sonnensystem als Doppelsternsystem mit 1–3 Lichtjahren Ausdehnung, wurde als Erklärung für periodisches Massenaussterben postuliert. |
| Tyche                        | Planet                       | Oortsche Wolke                            | 1999                              | 2014 (weitgehend) | Umlaufbahn um die Sonne in Entfernung ≈15.000 AE (1⁄4 Lichtjahr), soll die Häufigkeitsverteilung bestimmter Kometenbahntypen erklären. |
| Theia                        | Ex-Proto-planet              | Erdumlaufbahn um die Sonne                | 2000                              | –                 | Soll vor etwa 4,5 Milliarden Jahren mit der Protoerde kollidiert sein, erklärt das heutige Erde-Mond-System sowie evtl. die Herkunft des irdischen Wassers. |
| Amphitrite                   | ehemaliger Planet            | weiter als damaliger Neptun               | 2010                              | –                 | Planet von etwa 2 Erdmassen im frühen Sonnensystem, dessen Kollision mit Uranus oder Neptun heutige Besonderheiten dieser Planeten erklären soll. |
| Zweiter größerer Erdmond     | ehemaliger Mond              | Erde                                      | 2011                              | –                 | Einer Computersimulation zufolge könnten bei der Entstehung des Erde-Mond-Systems zunächst zwei Monde entstanden sein (der kleinere mit einem Durchmesser von etwa 1200 km), die etwa 70 Millionen Jahre später zu dem heutigen Erdmond kollidierten. Dies kann heutige Besonderheiten des Mondaufbaus erklären. |
| Fünfter Gasplanet            | ehemaliger Planet            | zwischen Saturn und Uranus                | 2011                              | –                 | Im Rahmen von Erweiterungen des Nizza-Modells zur Erklärung verschiedener Eigenschaften des Sonnensystems, wäre einige Zeit nach dessen Entstehung aus diesem herausgeschleudert worden. Er könnte auch auf einer exzentrischen Bahn in den äußeren Bereichen des Sonnensystems verblieben und so mit dem hypothetischen Planet Neun oder Tyche identisch sein. |
| Planet Neun                  | Planet                       | Neunter Planet jenseits des Kuipergürtels | 2014                              | –                 | Nach der Untersuchung der Bahndaten von (90377) Sedna und 2012 VP113 aufgestellte Theorie. Danach existiert jenseits des Kuipergürtels ein terrestrischer Planet mit 5–10 Erdmassen. Es gibt allerdings auch andere Erklärungsansätze. Etwas später im März 2014 wurde die Theorie verneint. Eine im Januar 2016 veröffentlichte himmelsmechanische Diskussion der Bahnen von transneptunischen Objekten brachte ein solches Objekt unter der Bezeichnung „Planet 9“ wieder ins Gespräch. |